# Sof Omar
Sof Omar je s 15,1 km najdulji sustav špilja u Etiopiji,najveći u Africi, drugi po veličini na svijetu.
Nalazi se u Zoni Bale (Regija Oromia), pored grada Robe udaljena je oko 400 km jugoistočno od glavnog grada Adis Abebe. Kroz špilju ponire rijeka Vejib, kod mjesta Ajev Mako, a ponovno izvire kod mjesta Holuka, oko 1 km dalje. Špilja je oduvijek bile držana za sveto mjesto, kako kod tradicionalnih animista tako i kod muslimana.  
Špija Sof Omar poznata je po brojnim stupovima, osobito ih puno ima u Dvorani Stupova.

## Povijest istraživanja špilje
Prvi je o Špilji izvjestio britanski istraživač Arthur Smith Donaldson, koji je istražio kraj 1894.Potom je špilju istražila jedna talijanska ekspedicija 1913.
Detaljno istraživanje špilje provela je 1972., ekipa britanskih speleologa .

## Vanjske poveznice
- Sof Omar Caves at ShowCaves.com  Arhivirana inačica izvorne stranice od 29. rujna 2007. (Wayback Machine) (engl.)